# إيلي هورن
إيلي هورن (بالإنجليزية: Elie Horn)‏(مواليد 1944) هو ملياردير برازيلي من أصل سوري يهودي، وهو مؤسس ورئيس شركة سيريلا البرازيل ريالتي [الإنجليزية] العقارية.

## حياة سابقة
ولد إيلي هورن لعائلة يهودية في حلب (كانت تحت الانتداب الفرنسي لسوريا).  هاجرت عائلته إلى البرازيل عندما كان في الحادية عشرة من عمره.  عندما كان مراهقًا ، بدأ العمل مع شقيقه ، جو هورن ، في تطوير مدينة ساو باولو ، واكتسب خبرة في مجال العقارات. حصل هورن على شهادة في القانون من جامعة ماكنزي. في عام 1962 ، أسس شركته الخاصة سيريلا وقام ببنائها لتصبح أكبر مطور للتداول العام للمباني السكنية الراقية في البرازيل. 

## أعماله
هورن هو أحد المساهمين المسيطرين في شركة سيريلا البرازيل ريالتي  وهو مطور وباني للعقارات الواقعة في ولاية ساو باولو ، البرازيل. وهي تعمل في 17 ولاية و 66 مدينة في البرازيل والأرجنتين وأوروغواي. الشركة موجودة منذ 50 عامًا ولديها أكثر من 8000 عميل و 15000 موظف وقد طورت أكثر من 70.000 وحدة سكنية بين عامي 2015 و 2018. يتم تداول سيريلا في سوق الأسهم البرازيلية بقيمة سوقية تبلغ 2 مليار دولار. 
هورن هو رئيس مجلس إدارة سيريلا والرئيس التنفيذي. خدم في كلا الصفتين منذ تأسيس البرازيل ريالتي في 1994. هورن هو الشريك المؤسس ورئيس سيريلا منذ عام 1978. 

## الحياة الشخصية
هورن متزوج من سوزي وله ثلاثة أطفال. 